# Bai Juyi

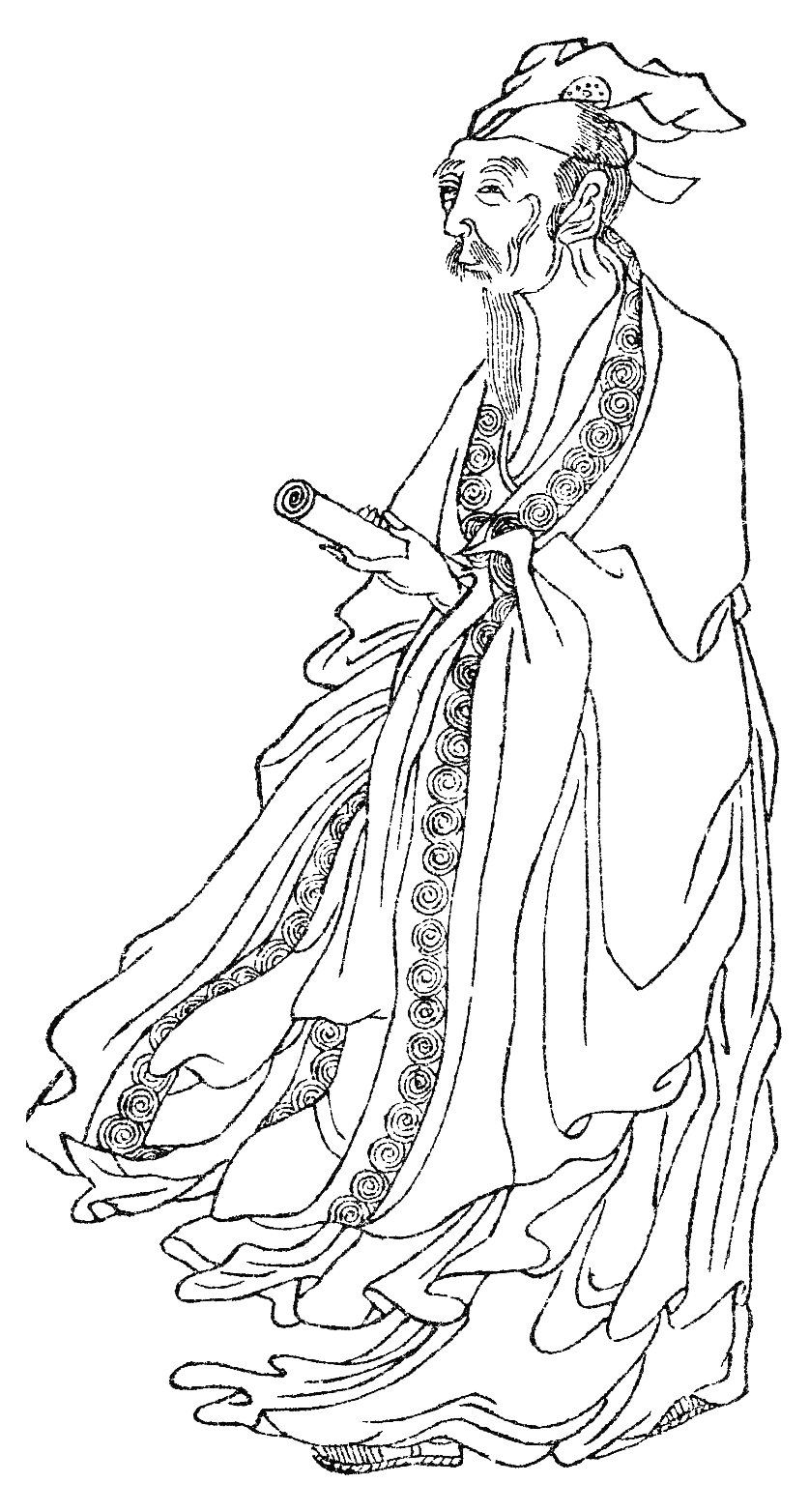
Bai Juyi

Bai Juyi (chinês: 白居易, pinyin: Bai Juyi, Wade-Giles: Po Chü-i) (Xinzheng, Henan, China; 772 - 846) é um escritor chinês da dinastia Tang. Influenciado pelo movimento em favor da língua antiga de  Han Yu, quis regressar a uma poesia mais direta, mais simples; inspirou-se em canções populares e diz-se que se desfazia de todos os poemas que os seus serventes não entendiam. Sua poesia foi tocada por valores do taoísmo e do budismo.

## Vida
Bai Juyi nasceu numa família pobre embora culta de Xinzheng. Aos dez anos foi enviado pela sua família a estudar perto de Changan. Aprovou o exame imperial  em 800.